# Psammisia penduliflora
Psammisia penduliflora är en ljungväxtart som först beskrevs av Michel Félix Dunal, och fick sitt nu gällande namn av Johann Friedrich Klotzsch. Psammisia penduliflora ingår i släktet Psammisia och familjen ljungväxter. Inga underarter finns listade i Catalogue of Life.